# Computerized Numerical Control

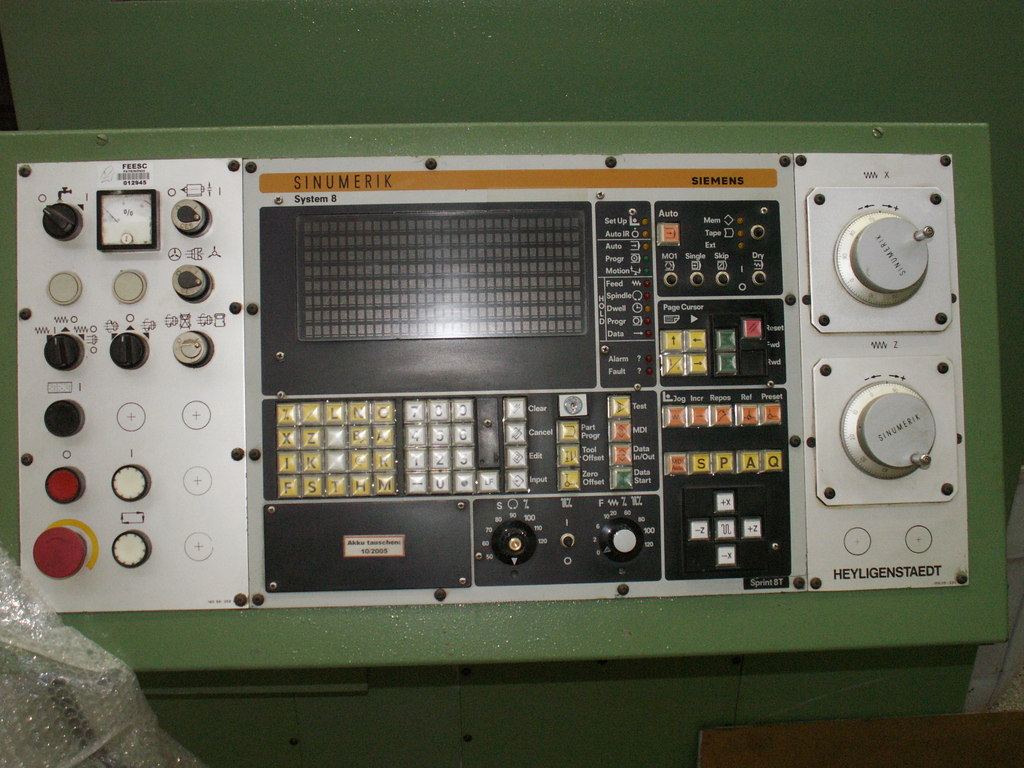
Panel Siemens Sinumerik CNC

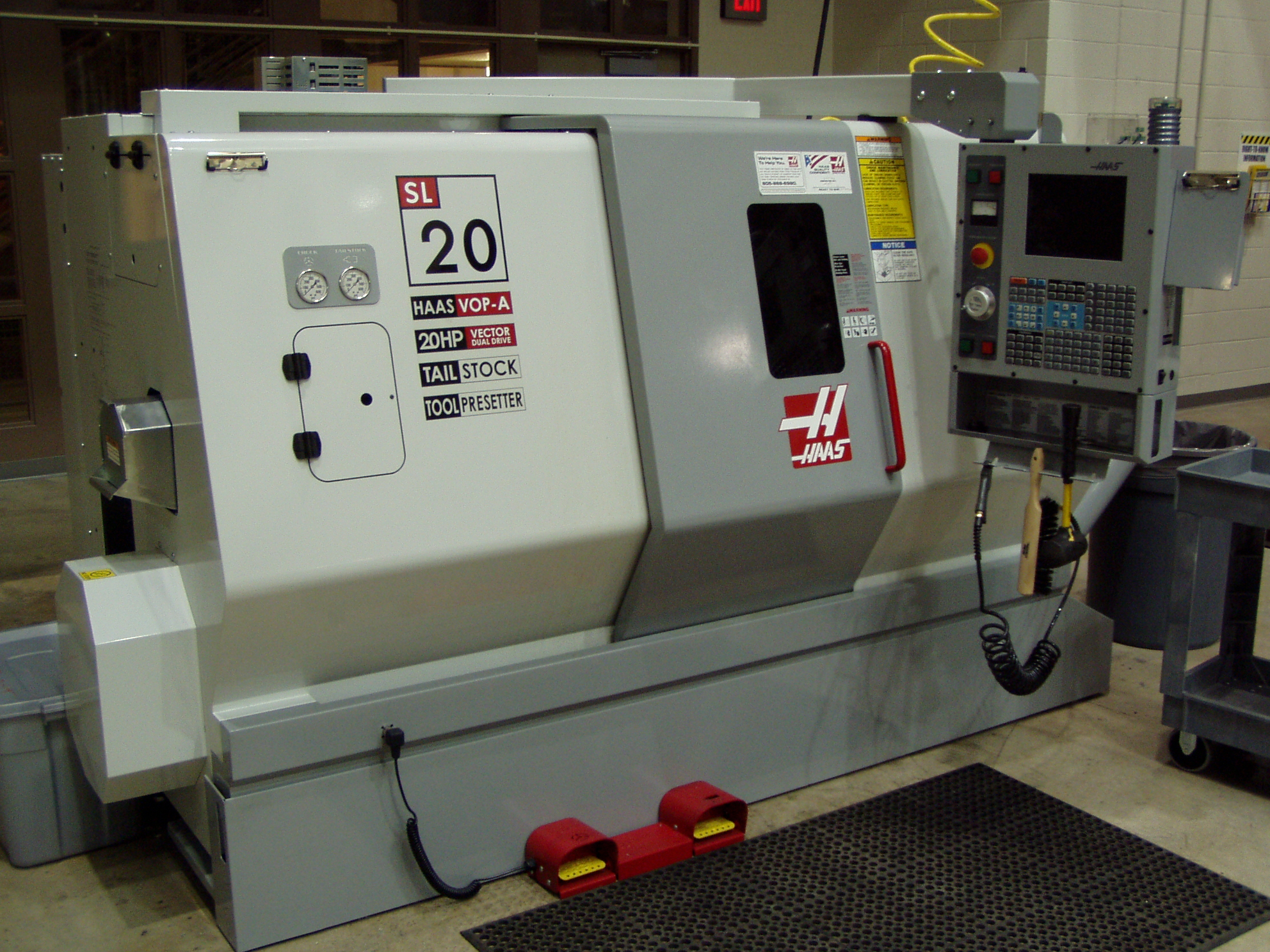
Tokarka CNC

Computerized numerical control, CNC (pol. komputerowe sterowanie urządzeniami numerycznymi) – układ sterowania numerycznego wyposażony w mikrokomputer, który można dowolnie interaktywnie zaprogramować.
Termin ten zwykle używany jest w odniesieniu do obróbki materiałów za pomocą komputerowo sterowanych urządzeń takich jak frezarki, tokarki, elektrodrążarki. Obróbka CNC pozwala na szybkie, precyzyjne i wysoce powtarzalne wykonanie złożonych kształtów.
Typowy proces skomputeryzowanego wytwarzania przedmiotu składa się z faz projektowania wspomaganego komputerowo (CAD), przetwarzania projektu na plan sterowania maszyn (CAM) i właściwego wykonania (CNC).
Programy i sterowniki CNC nadzorują pracę maszyny, komunikując się przy tym z operatorem (użytkownikiem) za pośrednictwem interfejsu użytkownika. Interfejs ten, we współczesnych wykonaniach najczęściej graficzny, pozwala na wczytywanie, edycję i wykonywanie programów obróbki (G code), wprowadzanie informacji korekcyjnych narzędzi, przesuwanie układu współrzędnych (tzw. bazowanie osi), zmianę parametrów obróbki oraz śledzenie postępów programu.
Większość obrabiarek CNC dysponuje swoim asortymentem technologicznym, który może być usprawniony o dodatkowe moduły pozwalające na powiększenie, jak i usprawnienie wykonywanych prac. Modernizując obrabiarki, można zwiększyć parametry takie jak prędkość obrotowa i moment obrotowy wrzecion, zwiększyć prędkość posuwów i zwiększenie pamięci operacyjnej z transferem danych.

## Rodzaje układów sterowania obrabiarek NC/CNC
1. Sterowanie punktowe – pozycjonowanie narzędzia w ściśle określonym położeniu względem przedmiotu;
2. Sterowanie odcinkowe – realizuje ruchy robocze, czyli przemieszczenie narzędzia z zadanym posuwem, ale wyłącznie po torach równoległych do ustalonej osi współrzędnych;
3. Sterowanie kształtowe (ciągłe) – realizuje dowolny ruch (proste, skosy, łuki, krzywe), wykonując pełny zakres figury lub bryły; wyróżniamy tu:
  - sterowanie kształtowe 2D
  - sterowanie kształtowe 21/2D
  - sterowanie kształtowe 3D

## Historia
Pierwsze obrabiarki umożliwiające automatyzację produkcji były hard-wired (zaprogramowane na sztywno), co oznacza, iż mogły wykonywać tylko stałą, z góry przewidzianą sekwencję ruchów, bez możliwości przeprogramowania. Po nich, na początku lat 50. XX wieku, powstały pierwsze maszyny sterowane numerycznie (NC), do których programowania używano dziurkowanych taśm i kart. Za początek sterowania numerycznego uznaje się rok 1952, a za twórców US Air Force i Johna Parsonsa współpracującego z Massachusetts Institute of Technology (MIT) w Cambridge, Massachusetts, USA. Pierwszy system CNC używał typowego sprzętu NC, a komputer był użyty do kompensacji obliczeń i czasami do edycji. Pierwszą obrabiarką uruchomioną w MIT była NC Hydrotel firmy Cincinnati z pionowym wrzecionem, liniową interpolacją 3D i taśmą dziurkowaną kodowaną binarnie. Dalszy rozwój technologii CNC nastąpił w latach 80., kiedy pojawiła się możliwość zastosowania mikrokomputerów.
Technologia NC spowodowała rewolucję w przemyśle wytwórczym. Prawie każda firma z branży wyposażona jest w obrabiarki czy centra obróbkowe sterowane numerycznie.
W ostatnich latach spadek cen sprzętu komputerowego oraz dostępność tanich komponentów mechanicznych spowodowały wzrost zainteresowania technikami CNC wśród mikroprzedsiębiorstw oraz hobbystów. Powstają w ten sposób liczne obrabiarki oraz drukarki 3D (RepRap, MakerBot).